# 7867 Burian
7867 Burian è un asteroide della fascia principale. Scoperto nel 1984, presenta un'orbita caratterizzata da un semiasse maggiore pari a 2,2113257 UA e da un'eccentricità di 0,1867078, inclinata di 5,98290° rispetto all'eclittica.